# Trust (Franse band)

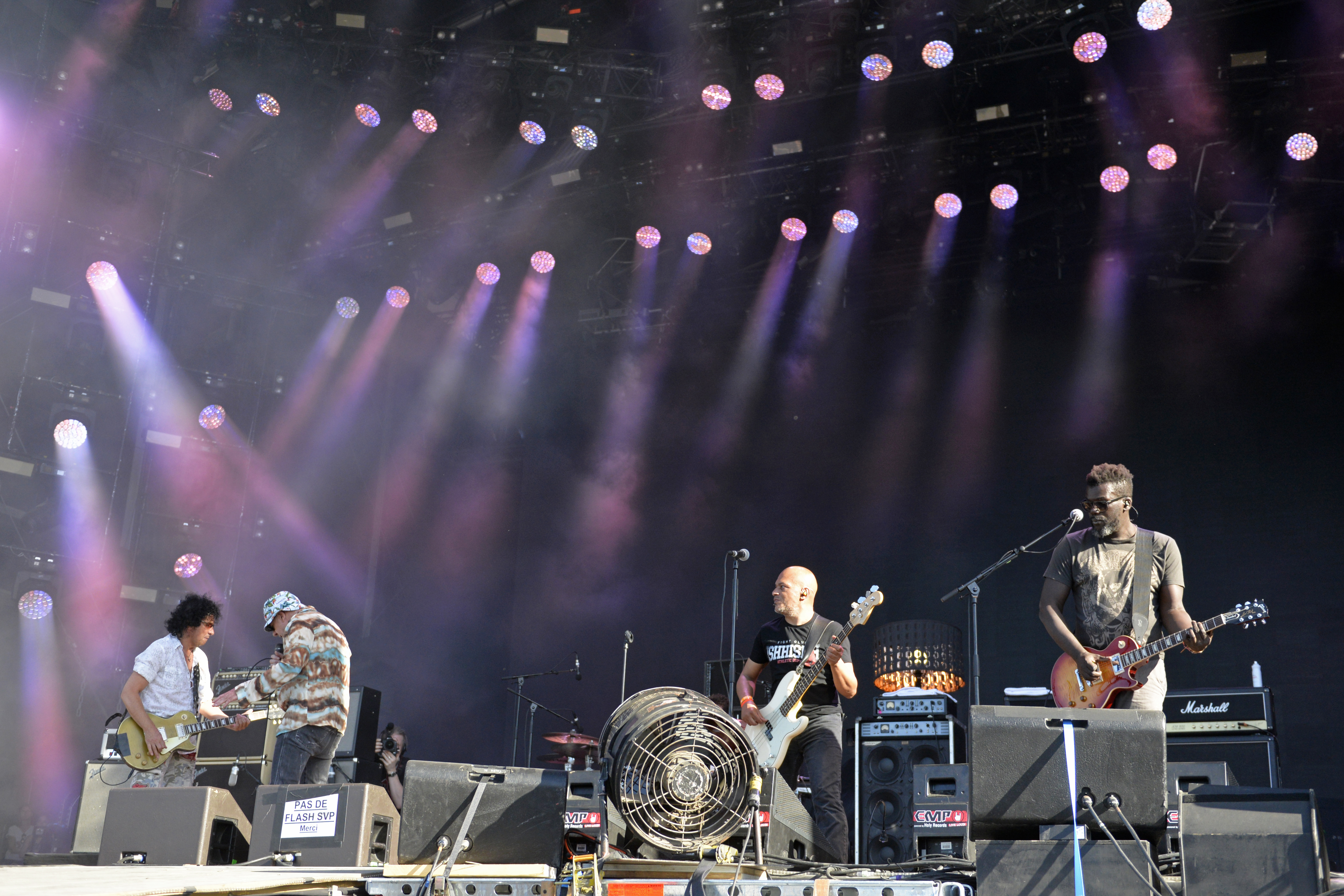
Trust in 2017

Trust is een Franse hardrockband. Trust is opgericht in 1979. De thrashmetalband Anthrax coverde ooit het nummer "Antisocial" wat een hitje was in 1980 en een groot succes werd als metalnummer bij Anthrax in 1988. Bij een concert van Anthrax hebben beide bands ooit samen het nummer gespeeld met vrijwel alle instrumenten dubbel en twee zangers, wat een succes was bij het publiek. 
De drummers Nicko McBrain (sinds 1982 bij Iron Maiden) en Clive Burr (ex-Iron Maiden) drumden allebei in Trust, ze namen elkaars plaats over. McBrain verving Burr bij Iron Maiden en Burr verving McBrain bij Trust.
Trust is opgericht door zanger en gitarist (en later ook regisseur) Bernie Bonvoisin, gitarist en tekstschrijver Norbert Krief, basgitarist Raymond Manna en drummer Jean-Émile Hanela. 
Op 30 maart 2018 is het album Dans le même Sang uitgebracht in Frankrijk. Het laatste album Propaganda kwam uit op 30 september 2022.

## Discografie
- Trust (1979)
- Repression (1980)
- Marche ou Crève (1981)
- Savage (1982)
- Trust IV (1983)
- Rock'n'Roll (1984)
- En Attendant (1988)
- Live (1992)
- Rock'n'roll (1993)
- Europe et haines (1996)
- Ni Dieu ni maître (2000)
- Les indispensables de Trust (2001)
- Live! Paris by night (2001)
- 13 à table (2008)
- Dans le même Sang (2018)
- Propaganda (2022)